# 리게티 죄르지
리게티 죄르지(헝가리어: Ligeti György Sándor 리게티 죄르지 샨도르[*], 1923년 5월 28일 ~ 2006년 6월 12일)는 오스트리아의 작곡가이다. 20세기의 가장 위대한 고전음악 작곡가 중 하나로 꼽히며, 스탠리 큐브릭의 영화 《2001 스페이스 오디세이》와 《아이즈 와이드 셧》에 삽입된 음악으로 더 잘 알려져 있기도 하다.

## 일대기
리게티 죄르지는 루마니아 왕국 시절의 트란실바니아에 태어나 그곳에서 음악을 배웠다. 1943년, 나치에게 유대인이라는 이유로 음악 공부를 금지당했다. 그의 가족과 친척들은 아우슈비츠 수용소로 수감되었고 그의 어머니만 살아남았다.
전쟁이 끝나고 그는 부다페스트에서 음악공부를 다시 시작했고 코다이 졸탄을 사사했다. 1949년에 졸업하고 나서 교수가 되었다. 그는 루마니아 민족음악에 관심이 있었지만, 공산주의 정권은 서유럽과의 교류를 막았기 때문에 연구가 어려웠다. 1956년, 공산당에 대한 헝가리 시민들의 항거 이후 리게티는 비엔나로 탈출하여 1967년에 오스트리아 국적을 얻었다. 그곳에서 그는 동유럽에서 접하지 못했던 아방가르드 음악을 접했다.
그때부터 리게티는 작곡가로서 널리 알려지게 되었다. 그의 작품 중 많이 알려진 것은 시대적으로 《Apparitions》(1958~9)부터 《Lontano》(1967) 사이의 것이지만 그 시대 이후의 오페라인 《Le grand macabre》(1978)도 역시 잘 알려져 있다.
리게티는 함부르크에서 1973년부터 1989년까지 음악을 가르쳤다. 1980년대에는 건강이 나빠졌지만, 2006년 빈에서 사망할 때까지 작품 활동을 계속했다.
그는 브누아 망델브로의 프랙털 기하학, 그리고 루이스 캐럴과 더글러스 호프스태터의 글을 좋아한다고 말한 적이 있다.
리게티의 아들 리게티 루카스는 작곡가이자 타악기 연주자이다.

## 음악
리게티의 초기 작품은 같은 나라 사람인 벨러 버르토크의 작품을 확장시킨 것이었다. 피아노를 위한 작품인 《Musica Ricercata》(1951~53)와 같은 경우 종종 버르토크의 미크로코스모스와 비교된다. 이 작품은 11개의 곡으로 되어 있다. 첫 번째 곡은 가 음만을 옥타브를 왔다갔다하며 연주하고 맨 마지막을 라 음으로 끝낸다. 두 번째 곡에는 첫 번째 곡에 음 하나가 더해지고, 세 번째 곡에는 다른 음 하나가 더해지고, 이런 식으로 음을 덧붙여 마지막 열한번째 곡에는 반음계에 나타나는 12음이 모두 들어가게 된다. 공산주의 정권은 이 작품의 10번째 곡을 ‘퇴폐적’이라 하여 연주를 금지시켰다. 이는 이 곡에서 나타나는 단 2도 음정의 자유로운 사용 때문으로 보인다.
헝가리를 떠나 쾰른에 살면서 리게티는 카를하인츠 슈토크하우젠과 함께 전자 음악을 쓰기 시작했다. 그는 《Glissandi》(1957)와 《Artikulation》(1958)을 포함한 세 곡만을 쓰고 연주 음악으로 돌아섰다. 그의 음악에서 전자 음악의 느낌이 나타나는 것은 그당시 전자 음악의 영향을 받았기 때문으로 보인다.
《Apparitions》(1958~59)은 리게티를 주목받게 만든 첫 번째 곡이었다. 그 다음 작품인 《Atmosphères》(1961)는 《Lux Aeterna》와 《Requiem》과 함께 스탠리 큐브릭 감독의 《2001 스페이스 오디세이》의 삽입곡으로 널리 알려져 있는데, 이는 작곡가의 허락을 받지 않고 인용한 것이다.
《Atmosphères》는 큰 관현악단을 위한 곡인데, 선율, 박자, 화성 어느 것도 부각되어 있지 않지만 sound mass라는 기법을 써서 음색의 변화를 꾀하고 있다. 이 곡은 음악사상 가장 큰 음괴로 시작하는데, 반음계로 5옥타브가 넘는 음역에 해당하는 음을 동시에 연주한다. 그리고 화음과 음악의 질감이 천천히 바뀐다. 그는 《Atmosphères》, 《Apparitions》를 포함한 그의 몇몇 작품에 쓰인 기법을 설명하기 위해 마이크로폴리포니라는 말을 만들어냈다. 이는 화성이 급작스럽게 변하지 않고 서로 융합하면서 진행하는 다성 음악 기법이라고 리게티는 설명한다.
1970년대 이후 리게티는 선율과 박자를 가진 음악을 쓰기 시작했다. 또한 아프리카 음악, 특히 피그미족 음악의 박자에 관심을 가지기 시작했다. 《피아노 연습곡》(제1권 1985, 제2권 1988~94, 제3권 1995~2001)와 같은 작품은 인도네시아의 가멜란 음악과 아프리카의 polyrhythm, 버르토크, Conlon Nancarrow, Bill Evans 등의 음악의 영향을 받았다고 한다.
그의 마지막 작품은 호른과 관현악을 위한 《Hamburg Concerto》(1998-99, 2003 개작)와 song cycle인 《Síppal, dobbal, nádihegedüvel》(파이프, 드럼, 피들과 함께, 2000)이다.
그는 70년대 이후 후진들을 양성하는 데 집중했다. 많은 유명한 작곡가가 그로부터 작곡을 배웠는데, 진은숙도 그 중 하나이다.

## 작품
- 현악 사중주를 위한 《안단테와 알레그로》(1950)
- 《Concert românesc》(1951)
- 《현악 사중주 제1번 "Métamorphoses nocturnes"》(1953-54)
- 《Glissandi》(전자 음악, 1957)
- 《Artikulation》(전자 음악, 1958)
- 관현악을 위한 《Apparitions》(1958-59)
- 파이프 오르간을 위한 《Volumina》(1961-62, 1966 개작)
- 《100개의 메트로놈을 위한 교향시》(1962)
- 소프라노와 메조 소프라노 솔로, 혼성 합창과 관현악을 위한 《Requiem》(1963-65)
- 《첼로 협주곡》(1966)
- 《Lux Aeterna》 for 16 solo voices(1966)
- 관현악을 위한 《Lontano》(1967)
- 《Two Studies for organ》(1967, 1969)
- 하프시코드를 위한 《Continuum》(1968)
- 《현악 사중주 제2번》(1968)
- 《Ten Pieces for Wind Quintet》(1968)
- 《Chamber Concerto》 for 13 instrumentalists 1969-70)
- 관현악을 위한 《Melodien》(1971)
- 플루트, 오보에와 관현악을 위한 <이중 협주곡》(1972)
- 《Clocks and Clouds》 for 12 female voices (1973)
- 관현악을 위한 《San Francisco Polyphony》(1973-74)
- 《피아노 연습곡》 제1권(1985)
- 《피아노 협주곡》(1985-88)
- 《바이올린 협주곡》(1992)
- 《피아노 연습곡》 제2권(1988-94)
- 호른 솔로와 네 대의 오블리가토 내추럴 호른이 있는 실내악단을 위한 《Hamburg Concerto》(1998-99, 2003 개작)
- 《Síppal, dobbal, nádihegedűvel: Weöres Sándor verseire》(2000)
- 《피아노 연습곡》 제3권(1995-2001)

## 수상 경력
- 그라베마이어 상 (Études for Piano book I, 1986)
- Schock Prize for Musical Arts (Études for piano book II, 1995)
- Kyoto Award (2001)
- 폴라음악상 (2004)[1]

## 참고
1. ↑  “Polar Music Prize”. 2011년 10월 11일에 원본 문서에서 보존된 문서. 2011년 5월 6일에 확인함. 다음 글자 무시됨: ‘ 2004 ’ (도움말)